# Placencia
Placencia – nadbrzeżna wioska w dystrykcie Stann Creek, w Belize. Liczy ok. 1,5 tys. mieszkańców (2010). Ważny ośrodek turystyczny, posiadający jedną z najlepszych plaż w kraju, z 16-kilometrową linią brzegową. 
Placencia została zasiedlona w XVII wieku przez angielskich purytanów pochodzących z Nowej Szkocji, w Kanadzie. Osada ta zanikła podczas wojny o niepodległość Ameryki Środkowej w latach dwudziestych XIX wieku.

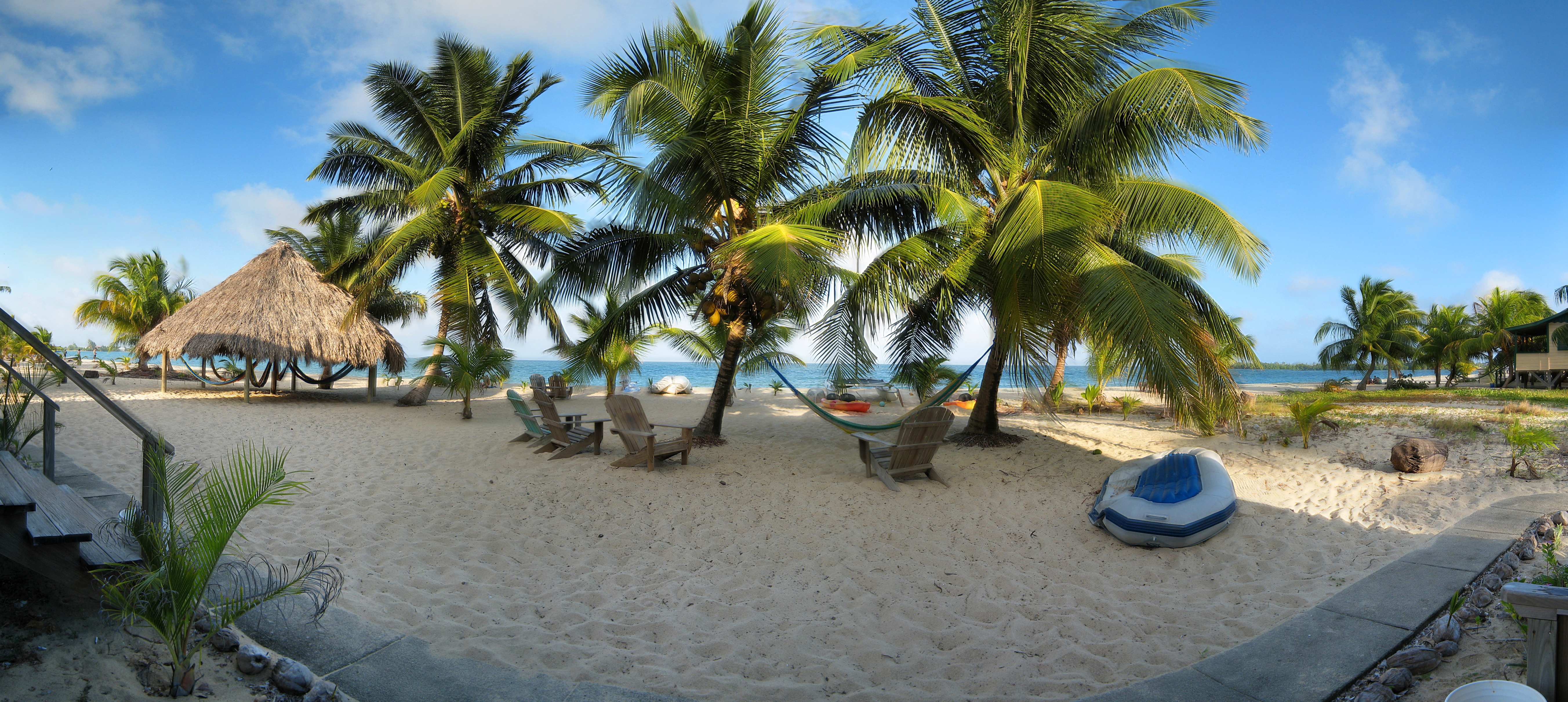
Placencia, Belize